# Església de Sant Llorenç de les Arenes
Sant Llorenç és l'església parroquial del poble de Sant Llorenç de les Arenes que vingué a substituir la parròquial de Sant Romanç de Cidillà, citada el 1065, que es va traslladar abans del 1313 a l'església de Sant Llorenç. És un monument protegit i inventariat dins el patrimoni arquitectònic català. Situada dins del poble de Sant Llorenç de les Arenes al municipi de Foixà, és una església d'origen romànic del segle xii.

## Arquitectura
És una església d'una nau amb absis semicircular; s'hi afegiren tardanament dues capelles al costat nord. I una construcció sobre a meitat oriental de la nau. La volta de la nau és apuntada i seguida i la mateixa forma té l'arc triomfal; la volta del presbiteri és ametllada. Les finestres romàniques són de doble esqueixada. Al fronts hi ha la portada de tres arcs de mig punt en degradació, llinda i timpà llisos, guardapols i motllura de secció incurvada; el finestral superior és de doble arcada en degradació, de mig punt. Corona el frontis una espadanya de dos arcs. El parament és de grans carreus perfectament escairats, inclosa la volta de l'absis (la de la nau és coberta d'arrebossat).
Al costat de migdia del temple hi ha l'edifici que fou rectoria que ocupa el lloc de la comanda hospitalera medieval: s'hi veu un carreu amb la creu de Malta esculpida. El seu pati senyala l'espai que ocupà el petit claustre romànic desaparegut. A pocs minuts, a la dreta de la carretera de Foixà, en un fondal, s'hi troba la font de Sant Llorenç, d'aigua abundant i molt apreciada.

## Història

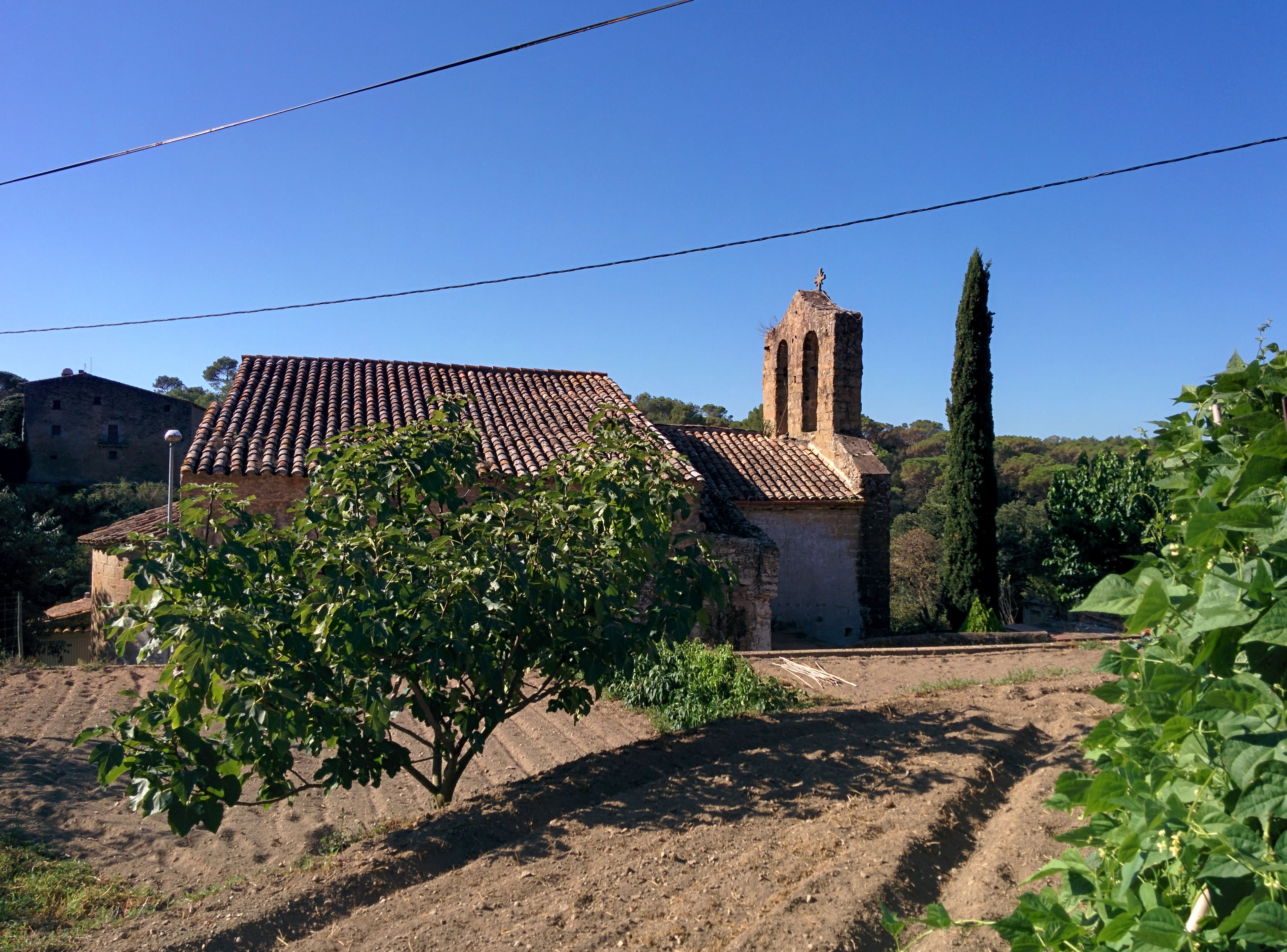

Segons alguns autors l'església de Sant Llorenç de les Arenes fou donada als Templers a finals del segle xii, però no n'hi ha notícies segures. Els cert és que al s. XII hi fou establerta una comanda d'hospitalers de Sant Joan de Jerusalem. Francesc Montsalvatje aporta una dada anterior, segons la qual l'any 1225 Guillem de Malavetula amb els religiosos establerts a Sant Llorenç de les Arenes, accepten les decisions del bisbe de Girona i aquest els aixeca l'excomunió que els havia dictat". Segons J. Miret i Sans "si no està alterada la data d'un document de l'arxiu del gran priorat, en 1236 ja estava constituïda la comanda (de l'hospital) de Sant Llorenç..." Abans hi havia estat enterrat el comte Ponç III. Una descripció, datada del 1414, diu que l'església i les cases que l'envoltaven estaven mig en runes.
La comanda de l'hospital de Sant Llorenç de les Arenes, a la segona meitat del s. XV, va ser unida la d'Avinyonet la qual ja havia absorbit la de Castelló d'Empúries. La unió de la comanda d'Aiguaviva- l'altra existent en aquestes comarques- es produí poc abans de la guerra de Successió. La comanda única quedà extingida a principis del segle xix.
El juny del 2004 van ser robats set capitells romànics, datats entre els segles xi i xii, procedents de l'antiga església romànica i que estaven situats a dins l'església sense cap protecció i amb usos decoratius. Es tracta de blocs de pedra que servien de remat a les columnes que feien de suport al claustre de la parròquia. Tenen una mida aproximada de 30 centímetres d'alçada per 30 més de llargada i estan gravats amb motius florals i geomètrics que serveixen de decoració. De moment només se n'han recuperat dos que s'incorporaran al fons del Museu Diocesà de Girona.